# Lorenzo Costa
Lorenzo Costa (1460, Ferrara – 5. března 1535, Mantova) byl italský renesanční malíř. Kolem dvaceti let se přestěhoval do Bologni, kde ho umělecky ovlivnila tamní malířská škola. Existuje však i tvrzení, že jeho styl vycházel z ferrarské malířské školy.
Roku 1483 namaloval Madonu s dítětem a rodinou Bentivoglio a další fresky na stěny kaple Bentivogliů v kostele San Giacomo Maggiore, poté následovalo mnoho dalších zakázek. Byl velkým přítelem Francesca Francia. Roku 1509 odešel do Mantovy, kde se jeho patronem stal markýz Francesco Gonzaga. Costa zde zůstal až do své smrti. Jeho Madona a dítě na trůnu je v National Gallery v Londýně, ale jeho hlavní práce zůstaly v Bologni. Jeho synové, Ippolito (1506-1561) a Girolamo, byli také malíři; stejně tak jeho vnuk, Lorenzo mladší (1537-1583). Mezi umělce, kteří s ním spolupracovali, patří Cosimo Tura, Dosso Dossi, Ludovico Mazzolino a Niccolò Pisano (1470 – 1538).

## Galerie

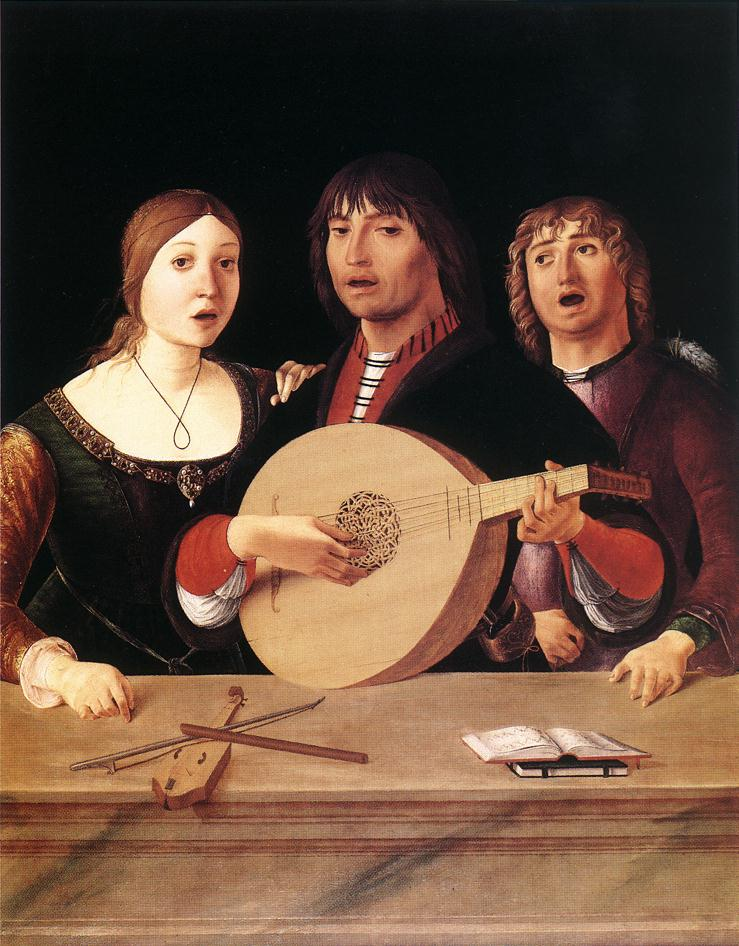
Koncert v National Gallery, Londýn
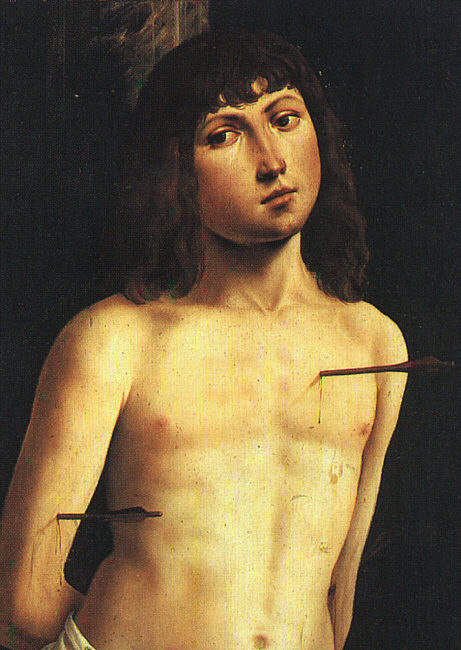
Svatý Šebestián, Galleria degli Uffizi
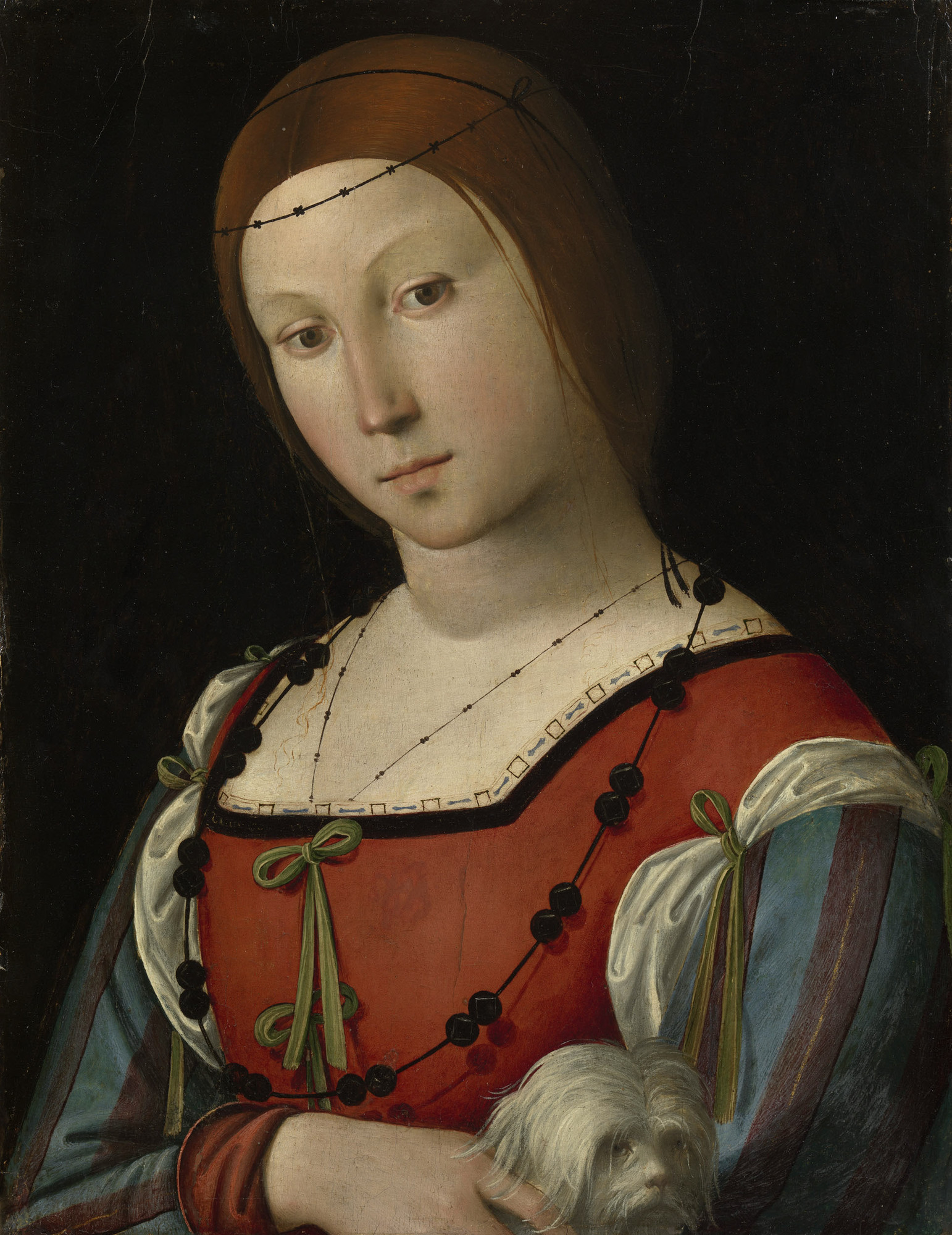
Dáma se psem